# Uemura Misaki
Uemura Misaki (上村 岬 Uemura Misaki, sinh ngày 28 tháng 10 năm 1991) là một cầu thủ bóng đá người Nhật Bản. Anh thi đấu cho FC Imabari.

## Sự nghiệp thi đấu
Uemura Misaki thi đấu cho Júbilo Iwata từ năm 2014 đến năm 2015. Năm 2016, anh chuyển đến FC Imabari.

## Thống kê câu lạc bộ
Cập nhật đến ngày 20 tháng 2 năm 2017.
| Thành tích câu lạc bộ | Thành tích câu lạc bộ | Thành tích câu lạc bộ | Giải vô địch | Giải vô địch | Cúp                   | Cúp                   | Tổng cộng | Tổng cộng |
| Mùa giải              | Câu lạc bộ            | Giải vô địch          | Số trận      | Bàn thắng    | Số trận               | Bàn thắng             | Số trận   | Bàn thắng |
| Nhật Bản              | Nhật Bản              | Nhật Bản              | Giải vô địch | Giải vô địch | Cúp Hoàng đế Nhật Bản | Cúp Hoàng đế Nhật Bản | Tổng cộng | Tổng cộng |
| --------------------- | --------------------- | --------------------- | ------------ | ------------ | --------------------- | --------------------- | --------- | --------- |
| 2014                  | Jubilo Iwata          | J2 League             | 0            | 0            | 0                     | 0                     | 0         | 0         |
| 2015                  | Jubilo Iwata          | J2 League             | 1            | 0            | 2                     | 0                     | 3         | 0         |
| 2016                  | FC Imabari            | JRL (Shikoku)         | 12           | 5            | 1                     | 0                     | 13        | 5         |
| Tổng                  | Tổng                  | Tổng                  | 0            | 0            | 0                     | 0                     | 0         | 0         |